# Междоусобная война в Северо-Восточной Руси (1212—1216)
Междоусобная война в Северо-Восточной Руси (1212—1216) — борьба за власть во Владимиро-Суздальском княжестве после смерти великого князя Владимирского Всеволода Большое Гнездо. Происходила между его младшими сыновьями, из которых Юрий получил великое княжение по завещанию отца, а Ярослав боролся против смоленских князей за новгородское княжение, с одной стороны, и его старшим сыном Константином, поддержанным смоленскими князьями и новгородцами, с другой.

## Предшествующие события
См. также: Политика владимирских князей в Рязанском княжестве
В 1195 году Константин Всеволодович женился на дочери тогда ещё псковского княжича Мстислава, а в 1196 году смоленские Ростиславичи с помощью Всеволода Большое Гнездо заставили черниговских Ольговичей отказаться от их претензий на Киев при жизни Рюрика Ростиславича. После гибели галицкого князя Романа Мстиславича (1205) Ольговичи при участии Мстислава Смоленского провели съезд, наметив совместные действия на юго-западе Руси. Но венгерский король Андраш II пригласил на галицкое княжение из Переяславля сына Всеволода Большое Гнездо, Ярослава. И хотя раньше его Галич занял лидер северских князей, Владимир Игоревич, Всеволод Святославич Чермный в ответ развязал военные действия: выгнал Рюрика из Киева, а Ярослава из Переяславля.
В 1207 году Всеволод Большое Гнездо объявил поход на Чернигов, дождался в Москве новгородцев и своего старшего сына Константина, на Оку к нему приехали рязанские князья. По доносу одного из них, Глеба Владимировича (женатого на дочери Давыда Ростиславича смоленского), шестеро князей были заподозрены в союзе со Всеволодом Чермным (Роман Глебович был женат на сестре черниговского князя, а Михаил пронский, успевший укрыться в Чернигове — на его дочери), владимирцы захватили их, осадили Пронск, а во время второго похода сожгли Рязань. В 1209 году Всеволод Большое Гнездо женился вторым браком на дочери витебского князя Василька Брячиславича. В том же году Глеб Владимирович попытался овладеть Рязанью, но неудачно, а новгородцы пригласили на княжение представителя смоленских Ростиславичей, Мстислава Удатного. Тот сначала занял Торжок, в ответ Всеволод пошёл на его удел в смоленской земле Торопец. До решающих столкновений дело не дошло, но Мстислав удержался в Новгороде.
После рязанских событий Всеволод Чермный заключил мир со Всеволодом Большое Гнездо и стал киевским князем, отдав черниговское княжение Рюрику (1210), а в 1211 году Юрий женился на черниговской княжне Агафье. В 1212 году, после смерти Всеволода, Юрий отпустил в Рязань князей, пленённых его отцом.

## Причины войны
Константин планировал соединить старый и новый центры княжества в своих руках (в принципе допуская оба варианта иерархии между ними), а Суздаль отдать Юрию (уже после смерти Всеволода аналогичное требование он предъявил Юрию, когда тот предложил ему Владимир в обмен на Ростов). Ни Всеволод, ни Юрий не подвергали сомнению права Константина сами по себе, но действовавший порядок наследования не допускал вариант, что оба старших стола могут оказаться в руках основного наследника. Тогда в 1211 году Всеволод «созвал всех бояр своих с городов и волостей и епископа Иоанна, и игумены, и попы, и купцы, и дворяны, и все люди» (Воскресенская летопись), и было принято решение дать великое княжение с Суздалем Юрию, а Константину оставить Ростов, в котором он княжил с 1207 года, с Ярославлем, Угличем, Мологой, Белоозером и Устюгом.

## История
В 1213 году Святослав Всеволодович уехал от Юрия к Константину, и Юрий с Ярославом пошли на Ростов, а Константин вывел свои полки. Четыре недели стояли братья друг против друга и заключили мир, который, однако, продолжался недолго. Вскоре Владимир Всеволодович выехал из Юрьева, захватил Москву, разорил окрестности Дмитрова, принадлежавшего Ярославу, а Константин отнял у Юрия Солигалич и сжёг Кострому. Юрий и Ярослав, у которого также была отнята Нерехта, опять подошли к Ростову и стали жечь сёла, а затем, не вступая в битву, примирились с Константином, после чего и Владимир возвратил Юрию Москву и уехал на княжение в Переяславль-Южный.
В 1215 году Юрий учредил особенную епархию для Владимиро-Суздальской области, чтобы уничтожить зависимость её в церковном отношении от Ростова. В епископы поставлен был игумен Симон. В Новгород был приглашён Ярослав Всеволодович, незадолго до этого женившийся на дочери Мстислава Удатного, но там шла борьба партий, и Ярослав уехал в Торжок, перекрыл подвоз продовольствия в Новгород из Владимиро-Суздальского княжества и задержал три новгородских посольства, надеясь посредством такого давления усилить свои позиции. Общее число пленных превысило 2 тыс. чел.
На юге в 1215 году Владимир Всеволодович женился на дочери Глеба Святославича черниговского, был разбит и пленён половцами. Мстислав вернулся в Новгород, захватил там наместников Ярослава и двинулся в поход на Ярослава. Пройдя через торопецкую волость, он вторгся в окрестности Твери. В это время Ярун успешно руководил обороной Ржева от Святослава Всеволодовича, а затем нанёс поражение под Тверью Ярославу, отступившему из Торжка. Далее союзники пошли во владения Константина. Мстислав Удатный с новгородцами, брат его Владимир со псковичами и двоюродный брат их Владимир Рюрикович со смолянами подступили к стольному городу Ярослава, Переяславлю-Залесскому, а Ярослав ушёл к Юрию. Великий князь собрал большое войско, «всю силу Суздальской земли», и стал на реке Кзе, близ Юрьева-Польского. Противники тогда ушли от Переяславля также к Юрьеву и расположились частью у Юрьева, частью у реки Липицы.
Владимирцы оценивали свои силы очень высоко: «Не было того ни при прадедах, ни при деде, ни при отце вашем, чтоб кто-нибудь вошёл ратью в сильную землю Суздальскую и вышел из неё цел, хотя б тут собралась вся Русская земля, и Галицкая, и Киевская, и Смоленская, и Черниговская, и Новгородская, и Рязанская, никак им не устоять против нашей силы; а эти-то полки - да мы их сёдлами закидаем». Такое заявление имело основание, поскольку в 1134, 1147 и 1181 суздальским силам удавалось устоять перед совместной атакой других русских княжеств с участием новгородцев, но два последних из этих трёх раз путём избегания столкновения.
Планы младших Всеволодовичей не ограничивались обороной: «Мне, брат, Владимирская земля и Ростовская, тебе — Новгород, Смоленск — брату нашему Святославу, Киев отдай черниговским князьям, а Галич — нам же». Мотив союзнических отношений Юрия с чернигово-северскими Ольговичами прослеживается и в параллели, проводимой новгородцами перед атакой Мы не хочем измрети на коних, но отцы наши билися на Колакши пѣши (там в 1097 году был разбит Олег Святославич).
Прежде чем вступить в бой, Мстислав сделал попытку помириться отдельно с Юрием, но он ответил: «Мы с братом Ярославом — один человек!» Переговоры с Ярославом так же не привели ни к чему. Тогда Мстислав потребовал от Юрия уступить великое княжение Константину, но тот ответил, что в случае победы Константин сможет взять всю землю. Примечательно, что и смоленские Ростиславичи в ходе переговоров поддерживали претензии Константина только на один старший город, Владимир, с чем ранее не спорил и Юрий. Суздальцы попробовали протянуть время, заняв позицию на холме и отделившись от противника оврагом, но союзники перешли его в пешем строю, затем ударила и конница. Сражение закончилось полным поражением и гибелью более 9 тыс. суздальцев.
Юрий, заморив трёх коней, на четвёртом прискакал во Владимир, а к ночи пришли остатки рати. Победители, подойдя 24 апреля ко Владимиру, два дня стояли под ним; несмотря на сильное желание новгородцев и смольнян взять приступом Владимир, Мстислав не допустил их до этого и спас город от разгрома. Юрий, выйдя из города, явился к победителям. По мирному договору он принуждён был уступить Константину Владимир и Суздаль, а сам получил в удел Городец Радилов на Волге. Туда последовал за ним и епископ Симон.

## Оценка
Северо-Восточная Русь сделала ещё один шаг к централизации власти. В борьбе за власть Юрий, однако, вынужден был пойти на компромиссы со своими братьями. Владимиро-Суздальская Русь распалась на ряд уделов, где сидели дети Всеволода III. Но процесс централизации был уже необратим. Монголо-татарское нашествие нарушило это естественное развитие политической жизни на Руси и отбросило его назад.

## Последующие события

### Распределение уделов
Константин не стал использовать полученное преимущество над братьями для того, чтобы полностью избавиться от конкурентов на княжество и оставить его своим потомкам. Уже в 1217 году Константин вызвал Юрия из Городца и дал ему Суздаль. О содержании достигнутого между ними соглашения нет данных, однако, после смерти Константина в 1218 году:
- великое княжение перешло Юрию, и потомки Константина впоследствии не претендовали на него;
- весь ростовский удел (с Ярославлем, Угличем, Белоозером, Устюгом) беспрепятственно наследовался Константиновичами и их потомками;
- потомки Константина продолжали подчиняться владимирским князьям, в том числе участвовать в их военных акциях.

Однако, часть ростовской знати, всё же опасаясь преследований со стороны Юрия Всеволодовича за борьбу против него, в том числе и в Липицкой битве, ушла на службу в Киев к Мстиславу Романовичу и участвовала в битве на Калке (1223), потеряв 70 богатырей, в одном из которых видят прототип былинного Алёши Поповича.
В правление Юрия был только один случай, когда у него возникли разногласия с братом Ярославом и Константиновичами. Занятый борьбой за новгородское княжение против шурина Юрия, Михаила Черниговского, Ярослав заподозрил Юрия в союзе с последним против себя и Константиновичей. Но весь конфликт не пошёл дальше подозрений: вскоре князья собрались на Суздальский съезд, поклонишася Юрью вси, имуще отцом себе и господином, и был проведён совместный поход на черниговский Серенск (1232).

### Другие события
Союзнические отношения между Смоленском и Владимиром способствовали, с одной стороны, утиханию конфликтов на некоторых направлениях (в частности, в том же 1217 году из половецкого плена был освобождён Владимир Всеволодович, получивший от Константина Стародубское княжество), но с другой, в этих условиях последовало массовое убийство на съезде в Исадах двумя рязанскими князьями своих родственников, главным образом разбитых Всеволодом Большое Гнездо и заточённых во Владимире до его смерти союзников Ольговичей. Ингварю Игоревичу удалось изгнать убийц и затем нанести им и поддержавшим их половцам решающее поражение в 1219 году. Ингварь впоследствии действовал в союзе с Юрием (поход на мордву в 1232).
Также в 1217 году волжскими булгарами был взят Устюг. Ответная реакция суздальских князей последовала также в правление Юрия: в 1220 году он провёл удачный поход против них, и в следующем году под угрозой второго похода они заключили мир на тех же условиях, как при отце и дяде Юрия.
Претензии суздальских Юрьевичей на Новгород также возобновились после окончательного вокняжения Юрия во Владимире и ухода из Новгорода Мстислава Удатного на юг. В 1221 году смоленских князей в Новгороде сменил сын Юрия Всеволод (затем и сам Ярослав). И если в 1217 и 1219 годах новгородцы участвовали в походах в Прибалтику против Ордена меченосцев во главе со смоленскими Ростиславичами, то начиная с 1221 года их союзниками в борьбе на северо-западных рубежах стали выступать владимирские войска.

## См.также
- Междоусобная война в Северо-Восточной Руси (1174—1177)
- Междоусобная война в Северо-Восточной Руси (1281—1293)